# ده حسین (شازند)
ده حسین روستایی در دهستان هندودر بخش سربند شهرستان شازند استان مرکزی ایران است. بر پایه سرشماری عمومی نفوس و مسکن در سال ۱۳۹۰ جمعیت این روستا ۴۵ نفر (در ۲۰ خانوار) بوده است.